# Иоанн (Соколов, Владимир Сергеевич)
Епи́скоп Иоа́нн (в миру Влади́мир Серге́евич Соколо́в; 5 июня 1818, Москва — 17 марта 1869, Смоленск) — епископ Православной Российской Церкви; с 1866 года — епископ Смоленский и Дорогобужский. Доктор богословия.

## Биография
Родился 5 июня 1818 года в Москве, в семье священника.
Обучался в Высокопетровском духовном училище, а с 1832 года — в Московской духовной семинарии. В 1838 году поступил в Московскую духовную академию, которую окончил в 1842 году.
29 августа 1842 года принял монашество, 30 августа рукоположён в сан иеродиакона, а 5 октября в сан иеромонаха.
В 1844 году переведён бакалавром кафедры канонического права в Петербургскую духовную академию (занимал данную должность в течение 10 лет).
8 сентября 1848 года возведён в сан архимандрита.
С 27 января 1849 года — член духовного цензурного комитета.
8 января 1851 года назначен инспектором Санкт-Петербургской духовной академии.
26 сентября 1852 года — профессор, а с 19 декабря того же года — ординарный профессор.
8 октября 1853 года за сочинение «Опыт церковного законоведения» получил редкую в то время степень доктора богословия.
16 января 1855 года назначен ректором Санкт-Петербургской духовной семинарии.
С 17 марта 1857 года — ректор и профессор Казанской духовной академии.
С 31 марта 1864 года — ректор Санкт-Петербургской духовной академии.
17 января 1865 года хиротонисан в сан епископа Выборгского, викария Санкт-Петербургской епархии, с оставлением ректором столичной академии.
13 ноября 1866 года переведён на Смоленскую кафедру.
Скончался 17 марта 1869 года. Погребен в Смоленском кафедральном соборе.

## Научная деятельность
Епископ Иоанн относится к лучшим русским канонистам своего времени, чьи труды в области церковного законоведения ещё долго имели важное значение. При толковании норм церковного права Иоанн старался разъяснить повод, побудивший издать данное правило, рассматривал параллели с другими правилами (в том числе с нормами светского законодательства той эпохи) и святоотеческим наследием.
В 1851 году им был написан «Опыт курса церковного законоведения», в котором «в первый раз по-русски были предложены древние и основополагающие каноны церковные с обстоятельным и интересным комментарием». Также его авторству принадлежит ряд более мелких сочинений по вопросам церковного права. Сербский канонист и историк епископ Никодим (Милаш) назвал Иоанна «отцом новой науки православного церковного права».

## Проповедник и публицист
От епископа Иоанна дошло около 90 проповедей, но большинство из них рассеяны по периодическим изданиям и только 30 собраны и изданы под заглавием «Беседы, поучения и речи Иоанна, епископа Смоленского» (1871 г. и 2-е издание 1876 г.).
Епископ Иоанн известен как талантливейший церковный публицист, которого историки русской гомилетики единогласно признают зачинателем общественно-публицистического направления в проповеди XIX века, новатором церковного слова, основателем новой его эпохи.

## Сочинения
- «Опыт курса церковного законоведения» (два выпуска). Том 1, том 2.
- «Догмат о Пресвятой Троице» (богословские академические чтения преосвящ. Иоанна, еп. Смоленского). СПб, 1897 (Православный собеседник, 1911, апрель, с. 142).
- «Беседа в день явления Смоленской Божией Матери — Одигитрии». // «Русский паломник», 1893, № 31, с. 489).
- «О свободе совести» // «Православный собеседник», 1905, январь, с. 84).
- «К вопросу о церковном суде». // «Православный собеседник», 1896, январь, с. 388.
- «Беседы, поучения и речи». // Известия Казанской епархии, 1876, № 12, с. 384.
- «О монашестве епископов» // Православный собеседник, 1907, октябрь, с. 64.
- «Общество и духовенство».
- «О преподавании богословия в наших университетах».
- «Слово об освобождении крестьян».
- «Слово по случаю дворянских выборов в Петербурге и др.»
- «Ряд статей по церковному законоведению».
- Таинство Покаяния. Догматическо-нравственный смысл Покаяния // Журнал Московской Патриархии. М., 1985. № 7. — C. 78-80; № 8. — C. 80; № 9. — C. 110—111; № 10. — C. 76-77.
- На вечерне Великой пятницы // Журнал Московской Патриархии. М., 1988. № 3. стр. 39-40.